# Michael Dukakis
Michael Stanley Dukakis (Brookline (Massachusetts), 3 november 1933) is een Amerikaanse gepensioneerde advocaat en politicus van de Democratische Partij. Hij was tweemaal gouverneur van de staat Massachusetts (1975–1979 en 1983–1991) en de Democratische presidentskandidaat bij de Amerikaanse verkiezingen van 1988.

## Biografie
Dukakis is kind van Griekse immigranten. Zijn vader Panos (1896–1979) emigreerde in 1912 naar Lowell (Massachusetts). Zijn moeder Euterpe (geb. Boukis) (1903–2003) emigreerde in 1913 naar Haverhill (Massachusetts). Michael Dukakis is een neef van de actrice Olympia Dukakis.
Tussen 1955 en 1957 diende hij voor het Amerikaanse leger in Zuid-Korea en in 1960 studeerde hij af aan Harvard Law School. Dukakis trouwde in 1963 met Katharine Dickson, met wie hij drie kinderen heeft. Hun oudste kind, John Jr. (1958), is afkomstig uit Dicksons eerste huwelijk, maar werd daarna door Dukakis geadopteerd.

### Gouverneur van Massachusetts
Naast zijn werk als advocaat zette Dukakis begin jaren zestig zijn eerste stappen in de politiek. Namens de Democratische Partij won hij bij de verkiezingen van 1962 een zetel in het Huis van Afgevaardigden van Massachusetts. Nadat hij daar in 1966 was herkozen en vervolgens een tweede termijn had uitgediend, werd hij in 1970 door Kevin White (toenmalig burgemeester van Boston) gevraagd om diens running mate te worden bij de gouverneursverkiezingen van dat jaar. White deed daarbij een gooi naar het gouverneurschap van Massachusetts, terwijl Dukakis luitenant-gouverneur kon worden. Het duo wist de verkiezingen echter niet te winnen.
Vier jaar later besloot Dukakis zich zelf verkiesbaar te stellen voor het gouverneurschap. Hij nam het op tegen de zittende Republikeinse gouverneur Francis Sargent en wist hem duidelijk te verslaan. Dukakis werd op 2 januari 1975 beëdigd. Thomas Phillip O'Neill III werd zijn luitenant-gouverneur.
Omdat Dukakis zijn belofte om de belastingen te verlagen niet na kon komen, verloor hij veel steun, ook binnen zijn eigen partij. In 1978 werd hij dan ook niet herkozen en al in de voorverkiezingen verslagen door zijn partijgenoot Edward J. King, die later de nieuwe gouverneur werd. Na zijn aftreden werd Dukakis onderwijzer aan de John F. Kennedy School of Government en schreef hij een boek. Het gouverneurschap bleef echter lonken en in 1982 stelde hij zich er opnieuw voor verkiesbaar. De rollen waren nu omgedraaid: Dukakis nam revanche door gouverneur King in de Democratische voorverkiezing af te troeven en versloeg later ook zijn Republikeinse opponent John W. Sears. Op 6 januari 1983 keerde Dukakis terug als gouverneur. Zijn luitenant-gouverneur werd John Kerry.
Gedurende de jaren tachtig beleefde Massachusetts een sterke economische groei, ook wel de Massachusetts Miracle genoemd. Dukakis werd geprezen voor zijn beleid en bij de gouverneursverkiezingen van 1987 werd hij herkozen voor een derde ambtstermijn.

### Presidentskandidaat
In 1988 stelde Dukakis zich verkiesbaar voor de Amerikaanse presidentsverkiezingen. Hij won de Democratische nominatie nadat front runner Gary Hart zich had moeten terugtrekken wegens een schandaal rondom verscheidene buitenechtelijke affaires. In juli 1988 werd Dukakis op de Democratische Nationale Conventie officieel als presidentskandidaat uitgeroepen.
Dukakis, die Lloyd Bentsen tot zijn running mate benoemde, moest het opnemen tegen de toenmalige vicepresident George H.W. Bush en diens running mate Dan Quayle. De verkiezingen verliepen voor de Democratische Partij echter niet vlekkeloos. Tijdens de campagne werd in zijn staat Massachusetts een vrouw verkracht door Willy Horton, een gedetineerde op proefverlof. Gouverneur Dukakis had voor dat verlof toestemming gegeven op grond van beleid dat door zijn Republikeinse voorganger was ingesteld. Door de Republikeinen werd hij afgeschilderd als een slappeling inzake misdaadbestrijding.
Tijdens de verkiezingen, die op 8 november 1988 plaatsvonden, wist Dukakis slechts tien staten te winnen, alsmede Washington D.C. Hij kreeg 45,6% van de stemmen (wat voor de Democraten een beter resultaat was dan bij de voorgaande twee presidentsverkiezingen), maar de winst van Bush was overduidelijk. Na zijn nederlaag diende Dukakis zijn termijn als gouverneur (die nog tot 1991 liep) wel uit, maar hij stelde zich daarna niet nogmaals verkiesbaar. Met een totale ambtsperiode van twaalf jaar is hij de langstzittende gouverneur van Massachusetts.
Na zijn aftreden wijdde hij zich aan de wetenschap. Zo doceerde hij aan universiteiten. Zijn belangrijkste onderwerp was het beleid ten aanzien van de gezondheidszorg. Daarbij keek hij vooral naar de systemen die op dat gebied in Europa bestaan. Tevens adviseerde hij Hillary Clinton, die een vergeefse poging deed tijdens het presidentschap van haar echtgenoot Bill Clinton het Amerikaanse volksgezondheidssysteem te hervormen.
- Bibsys: 90583537
- Biblioteca Nacional de España: XX5400059
- Bibliothèque nationale de France: cb12102234z (data)
- CiNii: DA02941101
- Gemeinsame Normdatei: 118879693
- International Standard Name Identifier: 0000 0001 1436 8728
- Library of Congress Control Number: n80011660
- Nationale Bibliotheek van Letland: 000036557
- National Archives and Records Administration: 10583048
- Bibliotheek van het Japanse parlement: 00620603
- Nationale Bibliotheek van Tsjechië: jx20060426001
- Nationale bibliotheek van Australië: 35414330
- Nationale Bibliotheek van Israël: 987007455518705171
- Nationale Bibliotheek van Polen: a0000003660911
- Nederlandse Thesaurus van Auteursnamen: 073809586
- SNAC: w6tq63dd
- Système universitaire de documentation: 029383722
- Trove: 944268
- Union List of Artist Names: 500216108
- Virtual International Authority File: 3764338
- WorldCat: E39PBJh8JVmfrkVHrCBB7KhCQq